# Volley Corigliano
Maillots
Le Volley Corigliano était un club de volley-ball masculin de Corigliano Calabro qui a disparu en 2008, il a joue en Serie A1 (plus haut niveau national).

## Palmarès
Néant.

## Entraîneurs
- 2001-2003 :  Camillo Placì
- 2003-nov. 2005 :  Antonio Babini
- 2006-avr. 2008 :  Alberto Giuliani
- 2010-2012 :  Vincenzo Nacci
- Juin 2012-nov. 2012 :  Nikolay Jeliazkov
- Nov. 2012-? :  Giovanni Torchio
- Juil. 2019-janv. 2020 :  Vincenzo Nacci
- Janv. 2020- :  Bosco Pasquale

## Effectif de la saison en cours
Entraîneur : Alberto Giuliani  Italie ; entraîneur-adjoint : Francesco Cadeddu  Italie
| No | Nom                 | Date de Naissance | Taille | Poids | Nationalité | Poste                   |
| -- | ------------------- | ----------------- | ------ | ----- | ----------- | ----------------------- |
| 1  | Manuele Ravellino   | 22 avril 1974     | 201    |       | Italie      | Central                 |
| 2  | Frank Dehne         | 14 février 1976   | 202    | 93    | Allemagne   | Passeur                 |
| 5  | Antonio Corvetta    | 28 septembre 1977 | 188    |       | Italie      | Passeur                 |
| 6  | Todor Aleksiev      | 21 avril 1983     | 200    | 96    | Bulgarie    | Attaquant               |
| 7  | Andrea Giovi        | 19 août 1983      | 185    |       | Italie      | Libero                  |
| 8  | Matias Raymaekers   | 11 mai 1982       | 207    |       | Belgique    | Central                 |
| 9  | Giacomo Tomasello   | 6 novembre 1976   | 197    |       | Italie      | Central                 |
| 10 | Marko Podraščanin   | 29 août 1987      | 203    | 92    | Serbie      | Central                 |
| 10 | Bertrand Carletti   | 19 avril 1982     | 205    | 97    | France      | Passeur                 |
| 11 | Toni Kovacević      | 15 janvier 1983   | 198    |       | Croatie     | Réceptionneur-attaquant |
| 12 | Francesco Biribanti | 17 janvier 1976   | 198    |       | Italie      | Réceptionneur-attaquant |
| 13 | Massimo Colaci      | 21 février 1985   | 180    |       | Italie      | Libero                  |
| 14 | Goran Marić         | 2 novembre 1981   | 204    | 87    | Serbie      | Attaquant               |
| 15 | Cosimo Gallotta     | 25 mai 1977       | 195    |       | Italie      | Réceptionneur-attaquant |
| 16 | Luca Lo Re          | 10 mars 1976      | 200    |       | Italie      | Réceptionneur-attaquant |

## Joueurs majeurs
- Frank Dehne  Allemagne (passeur, 2,02 m)